# Dan Pettersson
Dan Anders Pettersson, född 29 november 1992, är en svensk före detta professionell ishockeyspelare. Pettersson inledde sin ishockeykarriär i moderklubben Mora IK, med vilka han gjorde seniordebut säsongen 2011/12. Efter två säsonger med Olofströms IK i Hockeyettan, lämnade han klubben för spel med seriekonkurrenten Västerviks IK 2014. Under sin andra säsong i Västervik var han med att spela upp klubben till Hockeyallsvenskan. Därefter var han lagkapten i klubben tills han lämnade den 2018, då han skrev på för Linköping HC i SHL. Han tillbringade tre säsonger i Linköping innan han avslutade sin karriär efter säsongen 2020/21.

## Karriär
Pettersson påbörjade sin ishockeykarriär i moderklubben Mora IK. Säsongen 2011/12 gjorde han debut med Moras seniorlag i Hockeyallsvenskan, där han totalt spelade sex matcher. Han tillbringade istället större delen av säsongen i Hockeyettan där han blivit utlånad till IFK Ore. I Ore stod Pettersson för 31 poäng på 23 matcher (17 mål, 14 assist). I början av januari 2012 bekräftades det att Pettersson värvats av Borlänge HF, där han avslutade säsongen med sex poäng (tre mål, tre assist) på elva spelade matcher. I april samma år skrev Pettersson ett ettårsavtal med Olofströms IK. Han stod för 39 poäng på 48 matcher under sin första säsong i klubben. Han förlängde sedan sitt avtal och utsågs till en av lagets assisterande kaptener.
Efter två säsonger i Olofström lämnade Pettersson klubben för spel med Västerviks IK, som han skrivit ett ettårsavtal med. Pettersson vann lagets interna poängliga med 35 poäng på 36 matcher. Västervik tog sig för första gången till kvalserien till Hockeyallsvenskan, genom att besegra Mariestad BoIS HC, Hudiksvalls HC och IF Troja-Ljungby i playoff-spel. Väl i kvalserien slutade dock klubben näst sist. Pettersson förlängde sitt avtal med Västervik i april 2015. Han utsågs till assisterande lagkapten och noterades åter för över 30 poäng i grundseriespelet. För andra året i följd tog sig laget till kvalserien till Hockeyallsvenskan, där man för första gången i klubbens historia lyckades nå Hockeyallsvenskan. Pettersson fortsatte sedan spela som lagkapten i Västervik i ytterligare två säsonger.
Den 16 april 2018 meddelade Södertälje SK i Hockeyallsvenskan att man skrivit ett tvåårsavtal med Pettersson. I juli samma år meddelades det dock att Pettersson brutit kontraktet med Södertälje för att istället spela med Linköping HC i SHL. Den 15 september 2018 gjorde Pettersson SHL-debut i en 4–1-seger mot Timrå IK. I sin andra match, den 20 september samma månad, gjorde han sitt första mål i serien, på Felix Sandström, i en 5–1-seger mot HV71. Den 14 december 2018 meddelade Linköping HC att man förlängt avtalet med Pettersson med ytterligare två år. Under sin debutsäsong i SHL stod Pettersson för sju poäng på 47 grundseriematcher (tre mål, fyra assist). I maj 2019 opererades Pettersson efter att ha ådragit sig en knäskada i slutet av säsongen. Detta gjorde att han missade inledningen av säsongen 2019/20. I november 2019 meddelades det att Pettersson skulle komma att inleda säsongen med Västerviks IK i Hockeyallsvenskan. Han spelade totalt nio matcher för klubben och återvände till Linköping månaden därpå där han spelade 17 grundseriematcher och noterades för två assistpoäng.
Pettersson spelade premiärmatchen av säsongen 2020/21, men bröt ett finger i samma match efter att ha blivit träffad av en puck. Han var därefter frånvarande fram till november 2020 men ådrog sig ytterligare en skada i januari 2021. Han missade sedan resterande del av säsongen och spelade totalt 16 grundseriematcher där han noterades för ett mål och en assistpoäng. Den 16 augusti 2021 meddelade Pettersson att han valt att avsluta karriären på grund av sina skadeproblem.

## Statistik
| 2010–11                  | Orsa IK                  | Div. 3                   | 1   | 1  | 1  | 2   | 0   | —  | — | —  | —  | —  |
| 2011–12                  | Mora IK                  | HA                       | 6   | 0  | 0  | 0   | 0   | —  | — | —  | —  | —  |
| 2011–12                  | IFK Ore                  | Div. 1                   | 23  | 17 | 14 | 31  | 22  | —  | — | —  | —  | —  |
| 2011–12                  | Borlänge HF              | Div. 1                   | 11  | 3  | 3  | 6   | 4   | —  | — | —  | —  | —  |
| 2012–13                  | Olofströms IK            | Div. 1                   | 44  | 13 | 23 | 36  | 24  | 4  | 1 | 2  | 3  | 2  |
| 2013–14                  | Olofströms IK            | Div. 1                   | 27  | 13 | 13 | 26  | 20  | —  | — | —  | —  | —  |
| 2014–15                  | Västerviks IK            | Div. 1                   | 36  | 11 | 24 | 35  | 14  | 16 | 4 | 1  | 5  | 10 |
| 2015–16                  | Västerviks IK            | Div. 1                   | 36  | 13 | 18 | 31  | 24  | 10 | 2 | 6  | 8  | 6  |
| 2016–17                  | Västerviks IK            | HA                       | 35  | 5  | 11 | 16  | 12  | 5  | 2 | 3  | 5  | 4  |
| 2017–18                  | Västerviks IK            | HA                       | 52  | 12 | 18 | 30  | 28  | 10 | 2 | 7  | 9  | 2  |
| 2018–19                  | Linköping HC             | SHL                      | 47  | 3  | 4  | 7   | 35  | —  | — | —  | —  | —  |
| 2019–20                  | Västerviks IK            | HA                       | 9   | 0  | 2  | 2   | 4   | —  | — | —  | —  | —  |
| 2019–20                  | Linköping HC             | SHL                      | 17  | 0  | 2  | 2   | 8   | —  | — | —  | —  | —  |
| 2020–21                  | Linköping HC             | SHL                      | 16  | 1  | 1  | 2   | 8   | —  | — | —  | —  | —  |
| Hockeyettan totalt       | Hockeyettan totalt       | Hockeyettan totalt       | 177 | 70 | 95 | 165 | 108 | 30 | 7 | 9  | 16 | 18 |
| Hockeyallsvenskan totalt | Hockeyallsvenskan totalt | Hockeyallsvenskan totalt | 102 | 17 | 31 | 48  | 44  | 15 | 4 | 10 | 14 | 6  |
| SHL totalt               | SHL totalt               | SHL totalt               | 80  | 4  | 7  | 11  | 51  | —  | — | —  | —  | —  |